# Zhao anteriors
Han Zhao fou una dinastia del nord de la Xina del segle iv. És coneguda també com a Han del nord o Han septentrionals (Pei Han), però això comporta alguna confusió, i com a Zhao anteriors (Txao anteriors o Ts'ien Txao).
El 304 un dels caps dels xiongnu meridionals de nom Lieu Yuan, descendent del chan-yu que vers el 220 havia agafat el nom de Lieu, que estava establert a T'ai-yuan (Shansi) va obtenir de la cort xinesa dels Qin o Jin el títol de chan-yu de les cinc hordes. El 308, al front de 50000 homes es va proclamar emperador a T'ai-yuan com a successor de la dinastia Han.
El seu fill, Lieu Ts'ong (310-318) va ocupar el 311 la capital xinesa Luoyang, cremant el palau imperial i fent presoner a l'emperador Jin Huai-ti; tot seguit (312) va remuntar fins a Txangngan on va massacrar a la meitat de la població. L'emperador fou enviat presoner a Pi'ing-yang, la capital de Lieu, durant uns dos anys, en què va ser humiliat, i finalment executat el 313.
El següent emperador Jin, Min-ti (312-316) es va instal·lar a Txangngan quan els xiongnu se'n van retirar ([312]) però el 316 el xiongnu van tornar i el van obligar a rendir-se; l'emperador fou portat també a P'ing-yang, humiliat un temps i després executat el 318. Un membre de la família imperial Jin o Qin va fugir a Nankin (llavors anomenada Kien-k'ang, i defensat pel riu Yang-tse, va fundar (317) la segona dinastia Jin o Qin o dinastia Qin meridional (o també Qin Oriental).
Lieu Ts'ong va mantenir la seva capital a P'ing-yang però controlava les velles capitals xineses de Lo-yang i Txangngan; dominava el centre i sud de Shansi, el Shensi (menys la conca del Han) el nord d'Honan (menys K'ai-fong) i el sud d'Hopei i nord de Shantung. Aquest regne xiongnu es va haver d'enfrontar a hordes bàrbares: els tabgatx i els mujong.
Lieu Ts'ong va morir el 318 i els seus hereus només van poder conservar la part nord-oest dels seus estats amb Txangngan com a centre (ara sota el nom de Zhao anteriors). Un cap xiongnu, Xe Lei, es va crear un regne propi a la regió de Siang-kuo (actual Chouen-to) al sud d'Hopei. El 329 Xe Lei va destronar la dinastia xiongnu dels Han Zhao i va fundar una nova dinastia xiongnu coneguda com a dinastia dels Zhao posteriors o Heou Zhao (vers 330-350).

## Reis de la dinastia Han Zhao (noms amb transcripció moderna)
| Nom de Temple            | Nom pòstum                             | Nom de família i nom normal               | Duració del regnat   | Nom de l'era i anys |
| ------------------------ | -------------------------------------- | ----------------------------------------- | -------------------- | --- |
| Han 304-319              |                                        |                                           |                      | |
| Gao Zu (高祖 gaō zǔ)     | Guangwen, xinès 光文, pinyin guāng wén | Liu Yuan, xinès 劉淵, pinyin liú yuān     | 304-310              | Yuanxi (元熙 yuán xī) 304-308 Yongfeng (永鳳 yǒng fèng) 308-309 Herui (河瑞 hé ruì) 309-310                                         |
| Cap                      | Cap                                    | Liu He, xinès 劉和 pinyin liú hé          | 7 dies el 310        | Cap |
| Lie Zong (烈宗 liè zōng) | Zhaowu, xinès 昭武, pinyin zhāo wǔ     | Liu Cong, xinès 劉聰 pinyin liú cōng      | 310-318              | Guangxing (光興 guāng xīng) 310-311 Jiaping (嘉平 jiā pīng) 311-315 Jianyuan (建元 jiàn yuán) 315-316 Linjia (麟嘉 lín jiā) 316-318 |
| Cap                      | Yin, xinès 隱 pinyin yǐn               | Liu Can, xinès 劉粲 pinyin liú càn        | un mes i dies el 318 | Hanchang (漢昌 hàn chāng) 318 |
| Zhao anteriors 319-329   |                                        |                                           |                      | |
| No existeix              | Hou Zhu (後主 hòu zhǔ)                 | Liu Yao xinès Liu Yao 劉曜 pinyin liú yaò | 318-329              | Guangchu (光初 guāng chū) 318-329                                                                                                   |
| Cap                      | Cap                                    | Liu Xi xinès Liu Xi 劉熙; pinyin liú xī;  | 329                  | Cap |